# Tanacetum akinfiewii
Tanacetum akinfiewii — вид рослин з роду пижмо (Tanacetum) й родини айстрових (Asteraceae); ендемік Північного Кавказу.

## Опис
Рослина сіро ворсиста. Прикореневі листки до 10 см, перисто-часточкові, широко-лінійні; частки тупі, цілісні. Квіткові голови поодинокі. Язичкові квітки 1 см.

## Середовище проживання
Ендемік Північного Кавказу (Росія).